# 下腸間膜動脈
下腸間膜動脈（かちょうかんまくどうみゃく、英語: inferior mesenteric artery、しばしばIMAと略される）は、腹大動脈の3番目の主要な分枝である。腰椎3(L3)から生じ、遠位横行結腸から肛門管の上部まで大腸に供給する。IMAが供給する領域は、下行結腸、S状結腸および直腸の一部である。
分布の領域は近接して中結腸動脈と重なり（watershedを形成する）、よって上腸間膜動脈(SMA)と重なる。SMAとIMAは結腸辺縁動脈（Drummond動脈）とリオラン弓（Riolan's arcade, "meandering artery"（蛇行動脈）とも呼ばれ、左結腸動脈と中結腸動脈の間の動脈接続）で吻合する。IMAの分布領域は、胚における後腸とほぼ等しい。

## 分枝
下腸間膜動脈は、腎動脈の分枝点より下、大動脈分岐部（総腸骨動脈に向かう）より3-4cm上の腰椎3(L3)の高さで腹大動脈の前面から分枝する。
その経路に沿って、IMAには次の分枝がある。
| 分枝        | 注                                                       |
| 左結腸動脈  | 下行結腸に供給する                                       |
| S状結腸動脈 | 最も上にあり「上S状結腸動脈」と呼ばれる                  |
| 上直腸動脈  | 事実上、IMAの終枝（他の全ての分枝の後、IMAが続いたもの） |

これら全ての動脈分枝はアーケードにさらに分かれ、一定間隔で結腸に供給される。

## 関連する静脈
IMAにはその経路に沿って同じ名前の静脈、下腸間膜静脈が付随しており、これは脾静脈に流れ込む。
よって、下腸間膜静脈は門脈に流れこむため、IMAの経路を完全には反映していない。

## 外科と病理
IMAおよび/またその枝は左半結腸切除術のためには切除する必要がある。
一般的な腎臓の異常（500人に1人）である馬蹄腎は、IMAの下に位置する。

## 図

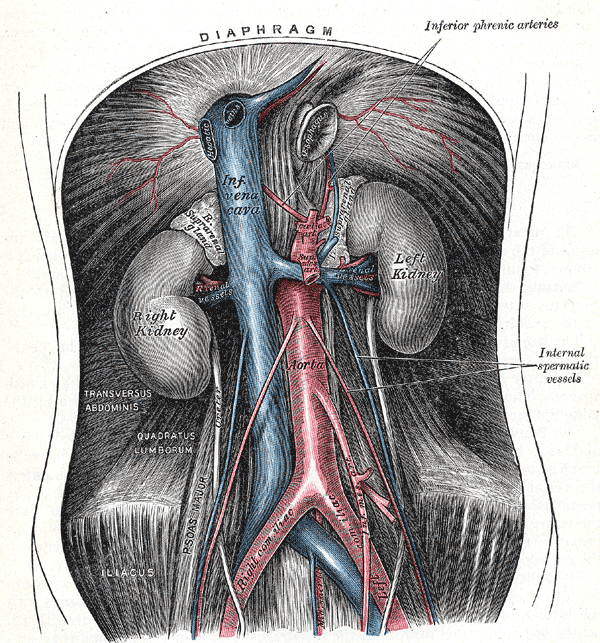
腹大動脈とその分枝
下腸間膜動脈とその分枝
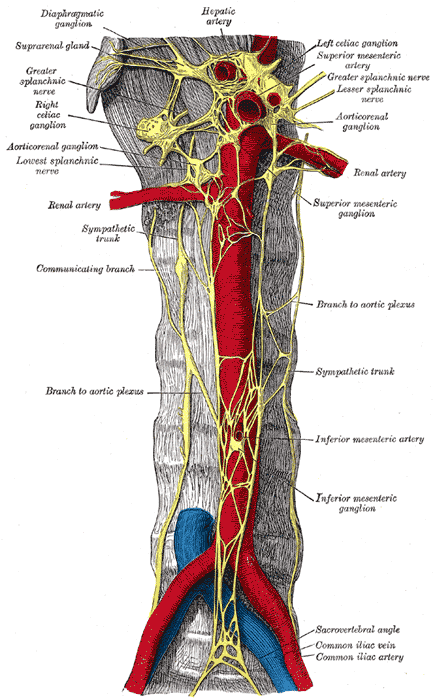
腹腔神経叢および下腹神経叢をともなう交感神経幹の腹部
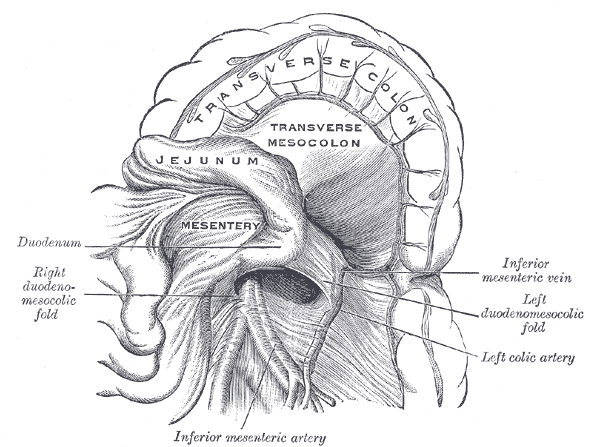
上十二指腸陥凹
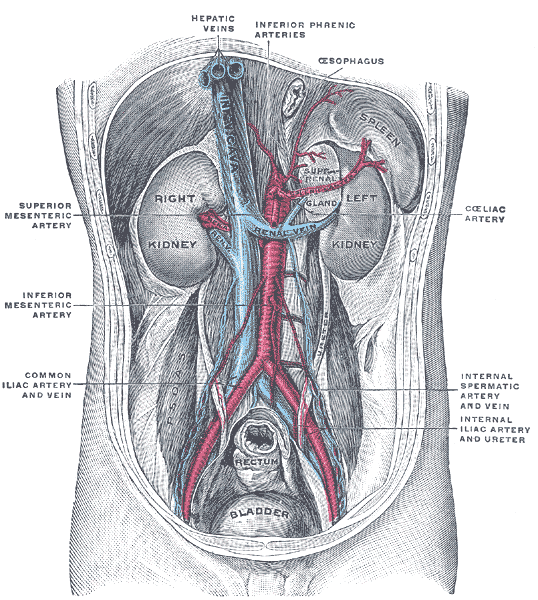
腹膜を取り除いた後の後腹壁。腎臓、腎上体、大血管が示されている。
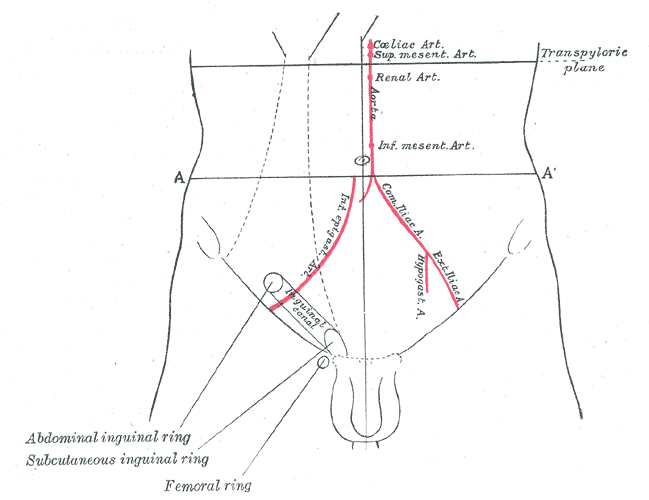
腹部の前面。動脈及び鼠径管の表面マーキングが示されている。
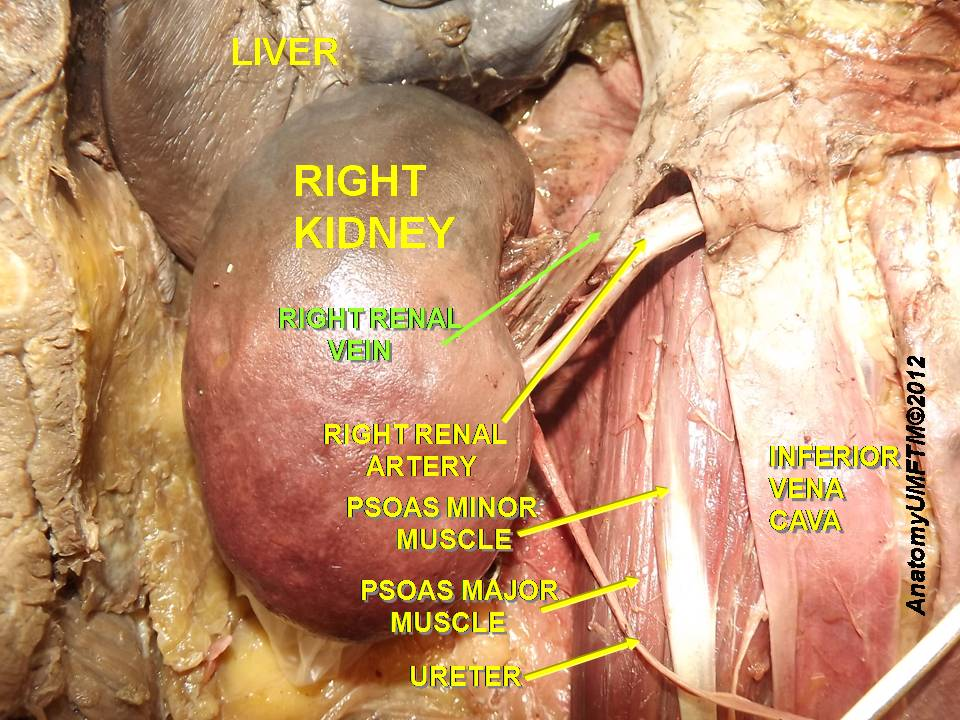
下腸間膜動脈
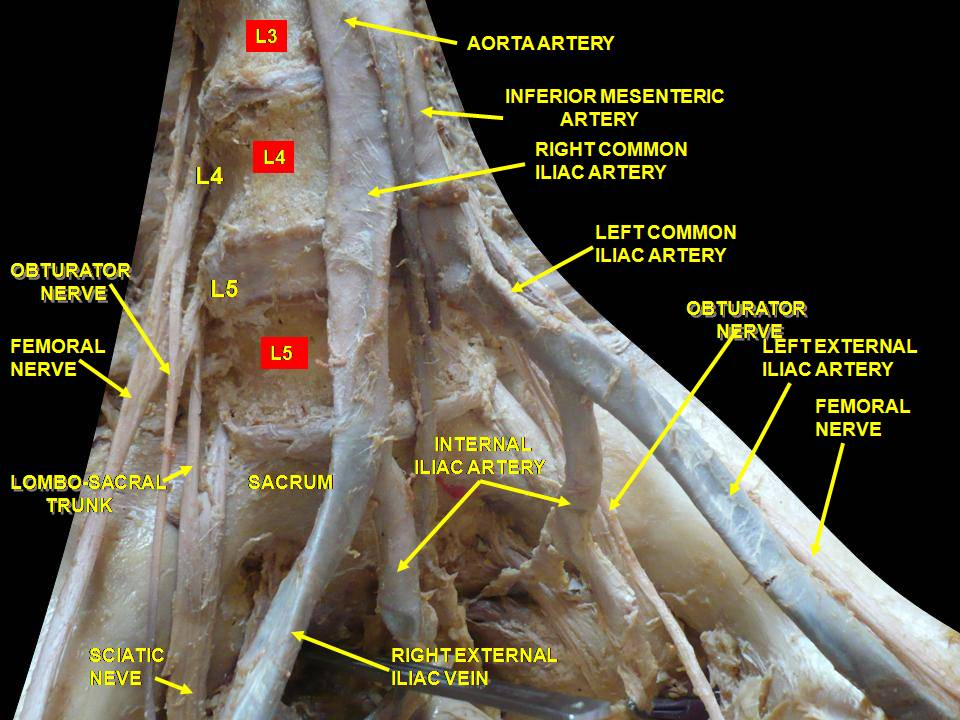
腰神経叢と仙骨神経叢 Deep dissection.Anterior view.
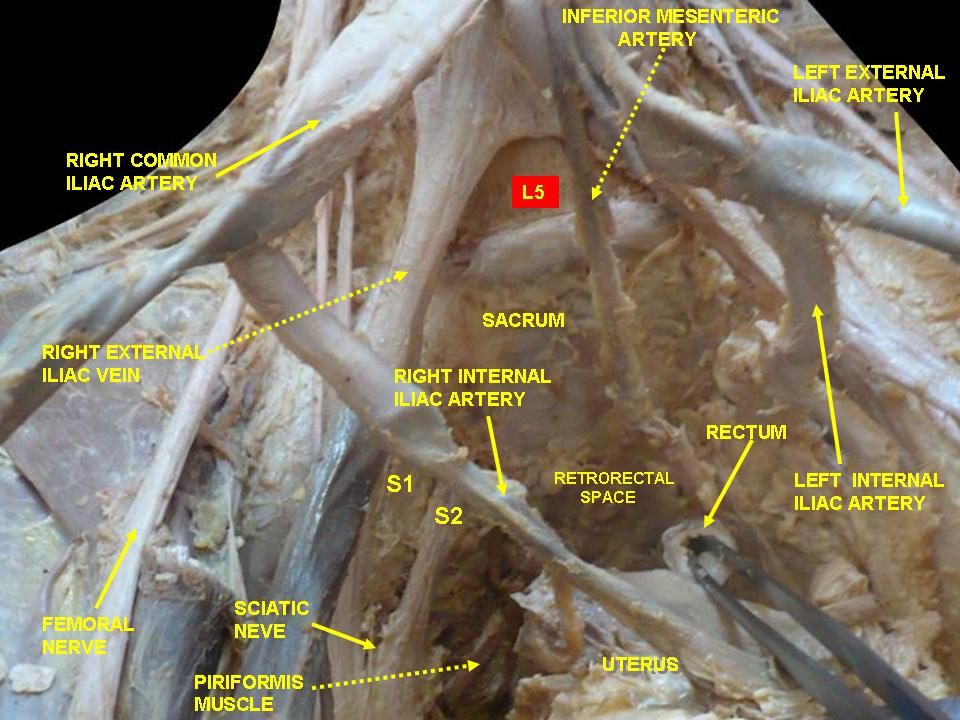
腰神経叢と仙骨神経叢 Deep dissection.Anterior view.
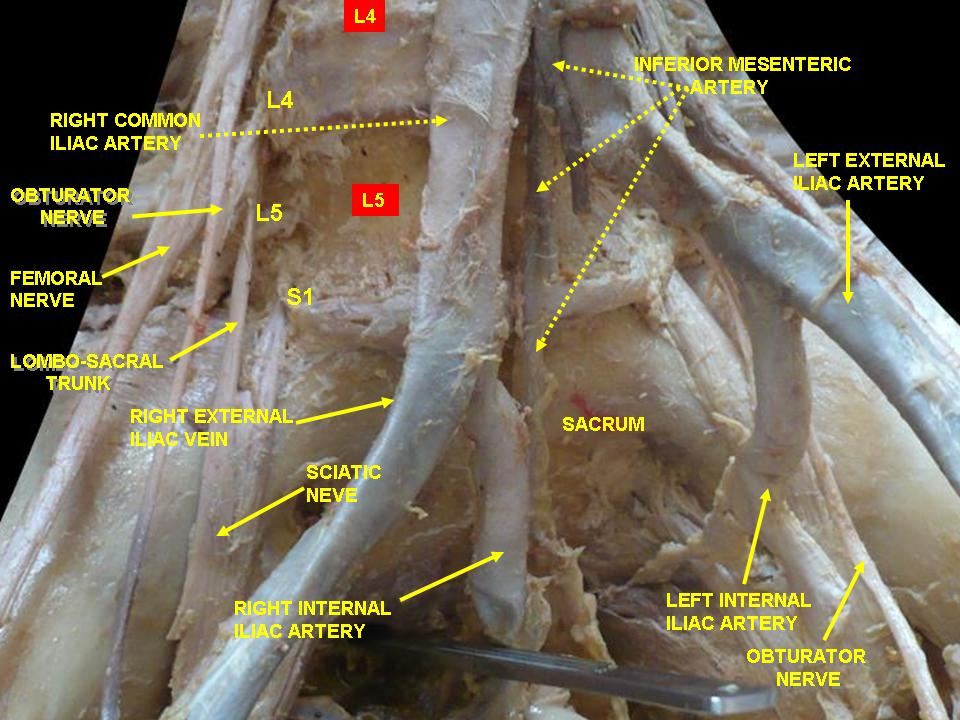
腰神経叢と仙骨神経叢 Deep dissection.Anterior view.